# Dejan Damjanović
Dejan Damjanović, född 27 juli 1981 i Mostar, är en montenegrinsk fotbollsspelare som spelar för den sydkoreanska klubben Suwon Samsung Bluewings och Montenegros fotbollslandslag.
Damjanović föddes i Mostar, SFR Jugoslavien, nuvarande Bosnien och Hercegovina. Under de Jugoslaviska krigen flyttade han till Serbien, först till Pančevo och sedan till Belgrad.

## Meriter

### Klubb
FC Seoul
- K League Classic (2): 2010, 2012
- Korean League Cup (1): 2010

### Individuella
- Skyttekung i K League Classic (3): 2011, 2012, 2013